# Fusarium kyushuense
Fusarium kyushuense är en svampart som beskrevs av O'Donnell & T. Aoki 1998. Fusarium kyushuense ingår i släktet Fusarium och familjen Nectriaceae.   Inga underarter finns listade i Catalogue of Life.